# 경기도경제자유구역청
경기도경제자유구역청(京畿經濟自由區域廳, Gyeonggi Free Economic Zone Authority)는 경기도의 경제자유구역인 포승지구와 현덕지구의 사무를 관장하기 위하여 경기도청 산하에 설치된 출장소이다.
청장은 지방관리관이나 지방이사관, 지방일반임기제임기제공무원으로 보한다.

## 연혁
- 2008년 5월 6일 황해경제자유구역청 개청
- 2008년 7월 22일 황해경제자유구역 지정고시
- 2015년 1월 1일 경기남부출장소로 개청

## 조직
청장
- 사업총괄본부
  - 기획행정과
  - 개발과
  - 투자유치과

## 역대 청장
- 전태헌 (2015년 1월 ~ 2017년 3월 4일)
- 이화순 (2017년 3월 5일 ~ 2018년 1월 18일)
- 황성태 (2019년 1월 ~ 2020년 2월)
- 양진철 (2020년 2월 ~ 2021년 2월)
- 이진수 (2021년 2월 ~ 2021년 12월)
- 신낭현 (2022년 1월 ~ 2023년 12월)
- 최원용 (2024년 1월 ~ )